# Canton de Clermont-Ferrand-5
Le canton de Clermont-Ferrand-5 est une circonscription électorale française du département du Puy-de-Dôme.

## Histoire
Un nouveau découpage territorial du Puy-de-Dôme entre en vigueur à l'occasion des élections départementales de 2015. Il est défini par le décret du 21 février 2014, en application des lois du 17 mai 2013 (loi organique 2013-402 et loi 2013-403). Les conseillers départementaux sont, à compter de ces élections, élus au scrutin majoritaire binominal mixte. Les électeurs de chaque canton élisent au Conseil départemental, nouvelle appellation du Conseil général, deux membres de sexe différent, qui se présentent en binôme de candidats. Les conseillers départementaux sont élus pour 6 ans au scrutin binominal majoritaire à deux tours, l'accès au second tour nécessitant 12,5 % des inscrits au 1er tour. En outre la totalité des conseillers départementaux est renouvelée. Ce nouveau mode de scrutin nécessite un redécoupage des cantons dont le nombre est divisé par deux avec arrondi à l'unité impaire supérieure si ce nombre n'est pas entier impair, assorti de conditions de seuils minimaux. Dans le Puy-de-Dôme, le nombre de cantons passe ainsi de 61 à 31.
Le canton de Clermont-Ferrand-5 est formé d'une fraction de la commune de Clermont-Ferrand. Il est entièrement inclus dans l'arrondissement de Clermont-Ferrand. Le bureau centralisateur est situé à Clermont-Ferrand.

## Représentation
| Période élective | Période élective | Mandat | Mandat   | Identité                  | Nuance | Nuance | Qualité |
| ---------------- | ---------------- | ------ | -------- | ------------------------- | ------ | ------ | --- |
| 2015             | 2021             | 2015   | 2021     | Jean-Yves Gouttebel       |        | MR     | Ancien professeur des universités Ancien conseiller général du canton de Clermont-Ferrand-Ouest Président du conseil général puis départemental depuis 2004 |
| 2015             | 2021             | 2015   | 2021     | Élise Serin               |        | MR     | Chef d'entreprise |
| 2021             | 2028             | 2021   | en cours | Sébastien Galpier         |        | LR     | Courtier en prêts immobiliers, Clermont-Ferrand 13e vice-président du conseil départemental chargé de la culture et du patrimoine                           |
| 2021             | 2028             | 2021   | en cours | Sylviane Khemisti Galpier |        | LR     | Chef de groupe dans un cabinet d'expertise comptable, Clermont-Ferrand                                                                                      |

### Résultats détaillés

#### Élections de mars 2015
À l'issue du 1er tour des élections départementales de 2015, deux binômes sont en ballottage : Jean-Yves Gouttebel et Élise Serin (Union de la Gauche, 38,02 %) et Géraldine Bastien et Patrice Deteix (Union de la Droite, 32,52 %). Le taux de participation est de 49,1 % (6 989 votants sur 14 234 inscrits) contre 52,8 % au niveau départemental et 50,17 % au niveau national.
Au second tour, Jean-Yves Gouttebel et Élise Serin (Union de la Gauche) sont élus avec 52,44 % des suffrages exprimés et un taux de participation de 47,08 % (3 261 voix pour 6 701 votants et 14 234 inscrits).
Jean-Yves Gouttebel et Élise Serin sont membres du MR (groupe socialiste, radical et républicain, majorité départementale).

#### Élections de juin 2021
Le premier tour des élections départementales de 2021 est marqué par un très faible taux de participation (33,26 % au niveau national). Dans le canton de Clermont-Ferrand-5, ce taux de participation est de 30,31 % (4 424 votants sur 14 594 inscrits) contre 36,11 % au niveau départemental. À l'issue de ce premier tour, deux binômes sont en ballottage : Marion Barraud et Benoît Le Gall (binôme écologiste, 36,94 %) et Sébastien Galpier et Sylviane Khemisti Galpier (LR, 29,54 %).
Le second tour des élections est marqué une nouvelle fois par une abstention massive équivalente au premier tour. Les taux de participation sont de 34,36 % au niveau national, 37,4 % dans le département et 31,8 % dans le canton de Clermont-Ferrand-5. Sébastien Galpier et Sylviane Khemisti Galpier (LR) sont élus avec 50,03 % des suffrages exprimés (2 198 voix pour 4 641 votants et 14 594 inscrits),,.

## Composition
| Nom                                      | Code Insee | Intercommunalité            | Superficie (km2) | Population (dernière pop. légale)                 | Densité (hab./km2) | Modifier                                    |
| ---------------------------------------- | ---------- | --------------------------- | ---------------- | ------------------------------------------------- | ------------------ | ------------------------------------------- |
| Clermont-Ferrand (bureau centralisateur) | 63113      | Clermont Auvergne Métropole | 42,67            | Fraction : 26 606 (2022) Commune : 147 751 (2022) | 3 463              | modifier les données · modifier les données |
| Canton de Clermont-Ferrand-5             | 6314       |                             |                  | 26 606 (2022)                                     |                    | modifier les données                        |

Le canton de Clermont-Ferrand-5 comprend la partie de la commune de Clermont-Ferrand située à l'ouest de l'axe des voies et limites suivantes : depuis la limite territoriale de la commune de Chamalières, boulevard Pasteur, boulevard Charles-de-Gaulle, rue Gonod, place de la Résistance, place de Jaude, rue Blatin, rue Gabriel-Péri, rue Fontgiève, place Gilbert-Gaillard, rue André-Moinier, rue Montlosier, rue Jean-Richepin, rue Henri-Simon, place des Trois-Ponts, rue Thévenod-Thibaud, rue Champfleuri, rue de la Fontaine-du-Large, boulevard Maurice-Pourchon, rue Bréguet, rue Châteaubriand, rue des Chanelles, rue Armand-Fallières, rue de Nohanent, jusqu'à la limite territoriale de la commune de Durtol.

## Démographie
En 2022, le canton comptait 26 606 habitants, en évolution de +1,61 % par rapport à 2016 (Puy-de-Dôme : +2,1 %, France hors Mayotte : +2,11 %).
| 2013   | 2018   | 2022   |
| ------ | ------ | ------ |
| 24 938 | 27 135 | 26 606 |